# (12581) Rovinj
(12581) Rovinj est un astéroïde de la ceinture principale.

## Description
(12581) Rovinj est un astéroïde de la ceinture principale. Il fut découvert le 8 septembre 1999 à Visnjan par l'Observatoire de Višnjan. Il présente une orbite caractérisée par un demi-grand axe de 2,26 UA, une excentricité de 0,09 et une inclinaison de 3,7° par rapport à l'écliptique.

## Compléments